# Бодо Хел
Бодо Хел (на немски: Bodo Hell) е австрийски писател, автор на разкази и радиопиеси.

## Биография
Бодо Хел е роден на 15 март 1943 г. в Залцбург. Следва орган в залцбургския Моцартеум и философия, германистика и история във виенската Академия за музика, изобразително изкуство, кино и телевизия. След това се отдава изцяло на писателска дейност.
Бодо Хел живее във Виена и повече от тридесет години прекарва лятото под върха Дахщайн в Щирия, където отглежда 140 говеда. Това време използва не само за вдъхновение, но и за тежкия труд на селски стопанин и мандраджия.
За литературните си творби Хел работи заедно с Фридерике Майрьокер, която за него е образец в областта на прозата, а също с Ернст Яндл като майстор в модерната лирика.
Хел схваща себе си като „ориентиран към фактите“ автор. Проучва внимателно определени факти, намира тяхната взаимовръзка в белетристичен облик и се опитва да ги изрази със специфичен език.
След 70-те години творбите на Хел се простират от литературни произведения до експериментална проза – публикувани са като книги, радиопиеси, сборници с текстове е фотографии и филми.
През 1997 г. Бодо Хел поема ръководството на литературен курс в рамките на Септемврийската академия и школа за поезия.

### Проза
- 1977: Dom Mischabel Hochjoch, Drei Bergerzählungen
- 1983: Stadtschrift, 200 Fotos und Text: „Linie 13A“
- 1986: Larven Schemen Phantome, Der Donner des Stillhaltens
- 1987: 666. Erzählungen, Fotos: Bodo Hell
- 1989: Wie geht's?, Erzählungen, Zeichnungen
- 1992: Die wirklichen Möglichkeiten, Zwei Reden zum Erich Fried-Preis 1991
- 1992: Gang durchs Dorf: Fingerzeig, Fotografien zu „BIumenwerk“
- 1993: Frauenmantel, Fotohistorischer Essay von Kurt Kaindl
- 1993: Gaußplatz 11
- 1993: In allen Strophen geläufig
- 1994: Mittendrin, Erzählungen, Zeichnungen
- 1996: Herr im Schlaf, Ein Griff ins emblematische Alltagstheater
- 1999: Die Devise lautet, Erzählung
- 2000: Augenklappe, Text. Fotografie
- 2003: Tracht: Pflicht, Lese+Sprechtexte
- 2006: Frost: relaunched, „Wissen lenkt vom Wissen ab, wissen Sie!“
- 2008: Admont abscondita, Denk-Bilder aus der barocken Klosterbibliothek
- 2010: Nothelfer, Essay 60
- 2011: Immergrün Sudarium/Calendarium
- 2013: Bodo Hell Omnibus, exemplarische Texte und Kommentare
- 2014: Matri Mitram, Engelsgespräche/Bildersturm
- 2015: Stadtschrift [II], Fotos und Texte
- 2017: Ritus und Rita

### Радиопиеси
- 1974: Zwettl Gmünd Scheibbs (Mit Liesl Ujvary), ORF
- 1978: Kopf an Kopf (Mit Liesl Ujvary), NDR
- 1981: Akustisches Portrait (Mit Liesl Ujvary), SDR
- 1980: Autorenmusik (Mit Liesl Ujvary, Regie: Günter Guben), SDR Stuttgart
- 1989: Ziegenmelken (Regie: Bodo Hell) ORF
- 2013: Landschaft mit Verstoßung

## Награди и отличия
- 1972: „Рауризка литературна награда“
- 1973: Staatsstipendium des Bundesministeriums für Unterricht und Kunst für Literatur
- 1975: Theodor-Körner-Preis (Förderung)
- 1976: Förderungsbeitrag des Wiener Kunstfonds der Zentralsparkasse Wien für Literatur
- 1981: Förderungspreis der Stadt Wien für Literatur
- 1986, 1987 und 1993: Buchprämie des Bundesministeriums für Unterricht und Kunst
- 1988: Förderungspreis des Bundesministeriums für Unterricht und Kunst für Erzählungen
- 1989 – 90: Elias-Canetti-Stipendium der Stadt Wien
- 1991: „Награда Ерих Фрид“
- 1991: Kulturpreis der Marktgemeinde St. Johann im Pongau
- 1998: „Берлинска литературна награда“
- 1999: „Литературна награда на Виена“
- 1999/2000: Projektstipendium für Literatur des BKA
- 2003: „Награда на литературните домове“
- 2005: Stipendium der Calwer Hermann-Hesse-Stiftung
- 2006: Telekom-Austria-Preis към „Награда Ингеборг Бахман“[3]
- 2014: THEATERlandPREIS des Landes Steiermark beim bestOFFstyria-Theaterfestival
- 2017: „Награда Хаймрад Бекер“
- 2017: „Награда Кристине Лавант“[4]